# Насекомые в культуре

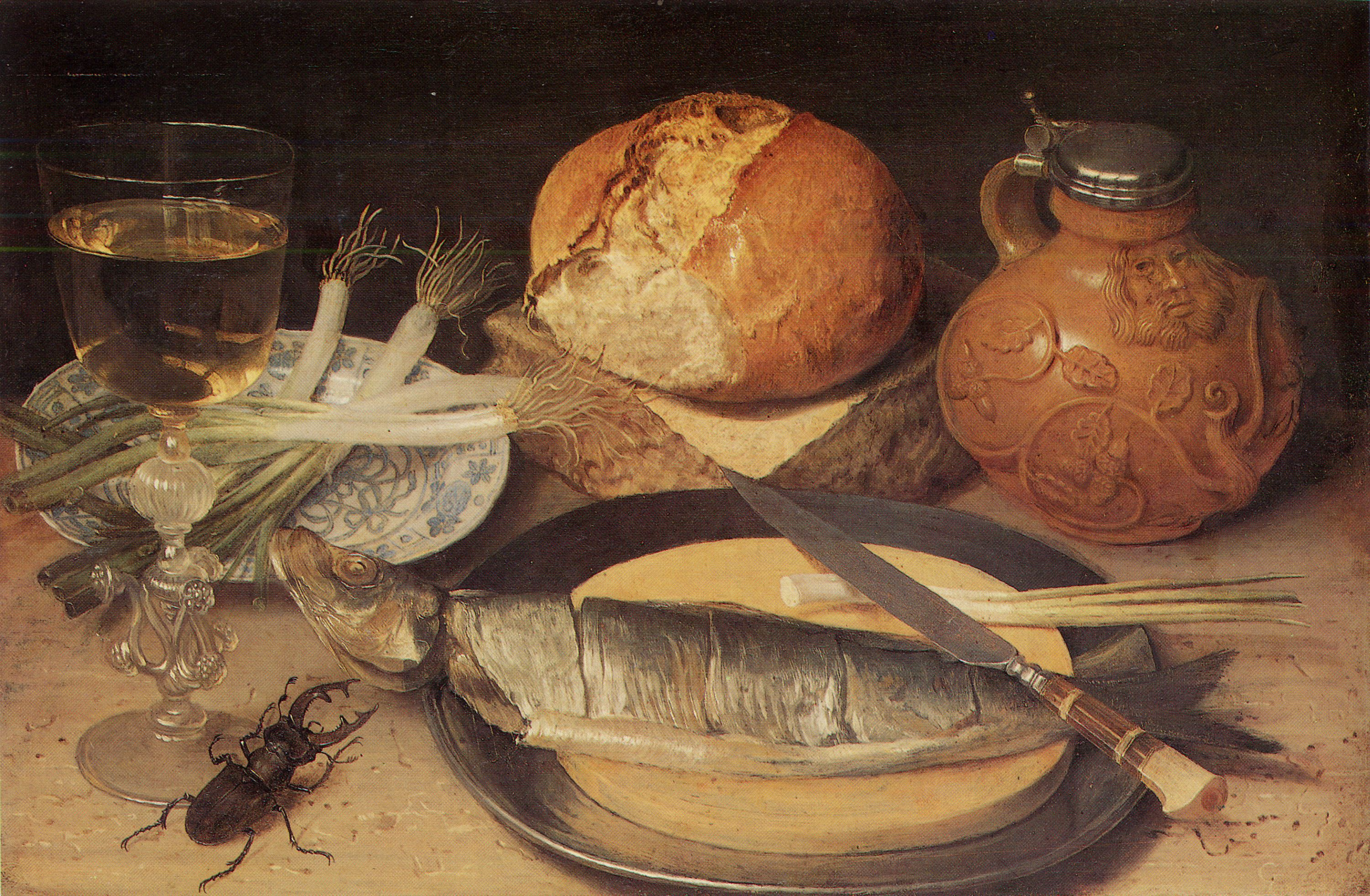
Натюрморт с изображением жука-оленя (немецкий художник Георг Флегель)

Насекомые в культуре — использование образа насекомых (Insecta) в мифологии, фольклоре, художественной литературе, изобразительном искусстве, филателии, нумизматике, геральдике и пр.
Насекомые (в научной систематике — класс беспозвоночных животных типа членистоногих) в жизни человека всегда играли и играют как отрицательную, так и положительную роль. С одной стороны, многие насекомые являются вредителями сельскохозяйственных культур, пищевых продуктов, а также паразитами людей, животных и растений. С другой стороны — некоторые виды насекомых приносят значительную пользу: участвуют в почвообразовании, опыляют цветочные растения, в Азии, Африке и Южной Америке насекомых употребляют в пищу. Одомашнивание медоносной пчелы и тутового шелкопряда позволило человеку получать мёд и шёлк, из червеца (кошенили) изготавливают краску.
Большое значение этого класса животных для человека не могло не сказаться и на культуре. В древности некоторые виды насекомых имели символическое и сакральное значение (скарабеи), о других составляли мистические легенды. Например, бабочка бражник мёртвая голова получил своё название за рисунок в виде черепа на её спинке. По легендам, бражника мёртвая голова считали предвестником беды, смерти, войн и эпидемий. Поведение тех или иных насекомых вызывало ассоциации с поведением людей, что нашло отражение во фразеологии. Аллегорические образы насекомых неоднократно использовали писатели в разные времена, чтобы показать определённые типы и характеры людей: мудрых и трудолюбивых (пчёлы, муравьи), надоедливых (мухи) и др. Эстетически привлекательный вид некоторых насекомых (бабочек, жуков) вдохновлял и вдохновляет художников на создание полотен. Насекомых также вычеканивают на монетах, изображают на почтовых марках, в кинематографе и т. д.